# Погребничко, Юрий Николаевич
Ю́рий Никола́евич Погребни́чко (род. 25 октября 1939, Одесса) — российский театральный режиссёр и педагог, народный артист РФ (2000).
Основатель и художественный руководитель московского театра «Около дома Станиславского».

## Биография
Окончил Иркутский политехнический институт, где познакомился с художником Юрием Кононенко, своим будущим многолетним соавтором спектаклей. Вместе с ним поступил в ЛГИТМиК. Окончил режиссёрское отделение (педагоги — В. Андрушкевич, Роза Сирота; 1968). Ассистировал Юрию Любимову в Театре на Таганке в постановке спектаклей «Преступление и наказание» по Достоевскому, «Три сестры» Чехова.
С 1973 по 1983 годы работал в театрах Брянска, Владимира, Киева, Новокузнецка, Петропавловска-Камчатского.
В 1983—1987 годах — главный режиссёр Камчатского драматического театра («Сторож» Г. Пинтера, «Женитьба» Н. Гоголя и др.).
В 1987 году возглавил Московский молодёжный театр «На Красной Пресне» (с 1988 года — Театр «Около дома Станиславского»).
Преподаёт и ведёт курс на режиссёрском факультете в Театральном институте им. Бориса Щукина. Среди учеников Погребничко дважды лауреат премии «Золотая маска», главный режиссёр новосибирского театра «Старый дом» Антон Фёдоров, продолжающий поддерживать творческие отношения с мастером.

## Семья
Первая жена — Тамара Дегтярёва (1944—2018), советская и российская актриса театра и кино. Народная артистка Российской Федерации, лауреат Государственной премии СССР.
Вторая жена — Лилия Загорская (род. 1954), заслуженная артистка и лауреат Государственной премии РФ.
- Дочь — Мария Погребничко, актриса театра «Около»[4].

## Режиссёрские работы
- 1966 — «Приключения Витторио» А. Г. Зака и И. К. Кузнецова. Московский театр юного зрителя.
- 1970 — «Старший сын» А. Вампилова. Новокузнецкий драматический театр им. С. Орджоникидзе.
- 1970 — «Мышеловка» А. Кристи. Новокузнецкий драматический театр им. С. Орджоникидзе.
- 1970 — «Три мушкетёра» А. Дюма. Новокузнецкий драматический театр им. С. Орджоникидзе.
- 1972 — «Три мушкетёра» А. Дюма. Красноярский краевой театр юного зрителя им. Ленинского комсомола.
- 1973 — «Бешеные деньги» А. Н. Островского. Брянский областной драматический театр — диплом II степени на Всесоюзном фестивале А. Н. Островского
- «Прощание в июне» А. Вампилова во Владимире
- «Мышеловка» А. Кристи в Брянске
- «Коварство и любовь» Ф. Шиллера. Новокузнецкий драматический театр им. С. Орджоникидзе.
- 1977 — «Не сошлись характерами» А. Н. Островского. Литературно-драматический театр ВТО.
- 1978 — «Прощание в июне» А. Вампилова. Владимирский областной драматический театр им. А. В. Луначарского.
- 1981 — «Три сестры» А. П. Чехова. Московский театр драмы и комедии на Таганке. В соавторстве с Ю. П. Любимовым.
- 1985 — «Старший сын» А. Вампилова. Камчатский областной драматический театр (Петропавловск-Камчатский).
- 1987 — «Лес» А. Н. Островского. Камчатский областной драматический театр (Петропавловск-Камчатский) — диплом II степени на Всесоюзном фестивале А. Н. Островского
- 1996 — «Трагедия о Гамлете, принце Датском» У. Шекспира. Театр Грютли (Женева, Швейцария)[5].
- в середине 1980-х годов — «Закон вечности» Н. Думбадзе и «Манон Леско» В. Незвала в Киевском академическом театре драмы и комедии на левом берегу Днепра.
- 1996 — «Голубчики мои!..» по пьесе «С любимыми на расставайтесь» А. Володина и роману «Преступление и наказание» Ф. Достоевского в Киевском академическом театре драмы и комедии на левом берегу Днепра.

## Режиссёрские работы в Театре «Около дома Станиславского» (Театре на Красной Пресне)
- 1987 — «Отчего застрелился Константин» по «Чайке» А. П. Чехова
- 1988 — «Я играю на танцах и похоронах» по «Старшему сыну» А. Вампилову
- 1989[6] — «Сторож» Г. Пинтера. В соавторстве с Г. Залкиндом (посмертно) и Л. Загорской.
- 1989 — «Нужна трагическая актриса» по пьесе А. Н. Островского «Лес»
- 1990 — «Вчера наступило внезапно, Винни-Пух или Прощай, Битлз» по А. Милну — приз московской критики «Лучший спектакль сезона 1989/90»
- 1991 — «Три сестры» А. П. Чехова
- 1992 — «Когда я творил, я видел перед собой только Пушкина…» по «Женитьбе» Н. В. Гоголя
- 1993 — «Вот тебе и театр… и дальше пустое пространство» по «Чайке» А. П. Чехова (новая редакция)
- 1994 — «Три мушкетёра» А. Дюма.
- 1996 — «Трагедия о Гамлете, принце Датском» У. Шекспира
- 1997 — «Вишнёвый сад» по А. П. Чехову
- 1997 — «Русская тоска (Ностальгическое кабаре)» — главный приз «Fringe First» Международного театрального фестиваля в Эдинбурге
- 1998 — «Портрет Мадонны» Т. Уильямса
- «Молитва клоунов» по пьесам А. Чехова
- 2000 — «Советская пьеса» по одноактным пьесам Семена Злотникова «Бегун и йогиня» и «Два пуделя»
- «Дорогой Семен Исаакович…» по С. Злотникову
- «Нужна драматическая актриса» по А. Островскому
- «Мужчина и женщина» С. Злотников
- «Где тут про воскресение Лазаря?..» по Ф. Достоевскому и А. Володину
- «Перед киносеансом (Три музыканта и моя Марусечка)»
- 2002 — «Странники и гусары» по «Старшему сыну» А. Вампилова и «Трем сестрам» А. Чехова — приз театральной критики на фестивале «Золотая маска» за лучший спектакль фестиваля
- 2003 — «Предпоследний концерт Алисы в Стране Чудес» по Л. Кэрроллу
- 2005 — «Лестничная клетка» Л. Петрушевской — премия «Гвоздь сезона»
- 2005 — «Сцены из деревенской жизни (Дядя Ваня)» по А. Чехову
- «Старший сын (3-я версия)» А. Вампилова
- 2006 — «Старый, забытый…»
- 2008 — «Ля Эстрада» по пьесе Жан-Люка Лагарса «Мюзик-холл» — «Золотая маска» (за лучшую работу режиссёра)
- 2009 — «Три мушкетера» по А. Дюма (возобновление)
- 2011 — «Забыть или больше не жить» (Молитва клоунов)
- 2012 — «Школа для дураков» по роману Саши Соколова
- 2013 — «Оккупация — милое дело. О, Федерико!» Т. Орлова
- 2013 — «Три сестры/ Я вас не помню собственно…/» по пьесе А. Чехова «Три сестры»
- 2013 — «С любимыми не расставайтесь» по пьесе А. Володина и Ф. М. Достоевский
- 2014 — «Портрет Мадонны» по пьесе Т. Уильямс
- 2015 — «Чевенгур» по А. Платонову и Э. Хемингуэю
- 2016 — «Магадан/Кабаре»

## Признание и награды
- 1994 — Заслуженный деятель искусств Российской Федерации — за заслуги в области театрального искусства[7]
- 2000 — Народный артист Российской Федерации — за большие заслуги в области искусства[8].
- 2001 — Лауреат Премии Мэрии Москвы — за спектакли «Нужна трагическая актриса» и «Советская пьеса» С. Злотникова, Театр «Около дома Станиславского»
- 2003 — Государственная премия Российской Федерации в области литературы и искусства 2002 года — за спектакли Московского театра «Около дома Станиславского» «Где тут про воскресение Лазаря?» по произведениям Ф. Достоевского и А. Володина, «Странники и гусары» по произведениям А. Чехова и А. Вампилова[9]
- 2006 — Номинант премии «Киевская пектораль» в категории «Лучшая режиссёрская работа» (спектакль «Голубчики мои!..», Киевский театр драмы и комедии на левом берегу Днепра)
- 2008 — Лауреат премии «Золотая маска» в категории «лучшая работа режиссёра» (спектакль «Ля Эстрада» по пьесе Жан-Люка Лагарса «Мюзик-холл», Театр «Около дома Станиславского»)
- 2010 — Орден Дружбы — за заслуги в развитии отечественной культуры и искусства, многолетнюю плодотворную деятельность[10]
- 2025 — Орден «За заслуги в культуре и искусстве» — за вклад в развитие отечественной культуры и искусства, многолетнюю плодотворную деятельность[11].